# Rózsavölgy
Rózsavölgy (1887-ig Rosindol, szlovákul Ružindol, németül Rosenthal) község  Szlovákiában, a Nagyszombati kerületben, a Nagyszombati járásban.

## Fekvése
Nagyszombattól 6 km-re nyugatra.

## Története
A települést 1215-ben említik először, már ekkor állt a falu temploma, melyet Szent Bertalan tiszteletére szenteltek.
Vályi András szerint "ROSINDEL. Elegyes tót falu Pozsony Várm. földes Ura Nagyszombat Városa, lakosai katolikusok, fekszik Nagyszombathoz egy kis mértföldnyire, határja 3 dülőre van osztva, ’s jó gabonát terem; legelője, kaszállója, fája szűk."
Fényes Elek szerint "Rosindol (Rosenthal), tót falu, Poson, most F.-Nyitra vmegyében, N. Szombathoz nyugotra 1 1/4 órányira a modori utban. Sikon fekvő szántófölde minden nemü rozsot jól megterem; erdeje, s a Ronova partján malma van: 733 kath., 1 evang. lak. Kath. paroch. templom. F. u. N. Szombat városa."
Pozsony vármegye monográfiája szerint "Rózsavölgy, tót kisközség, 157 házzal és 954 róm. kath. vallású lakossal. Körjegyzőségi székhely. E község 1352-ben merűl föl először. 1390-ben Rosonthal néven van említve. Zsigmond király Razna néven Nagyszombat városának adományozza; Pázmány jegyzékében Rosonthal alias Rosendel néven szerepel. Az 1553-iki összeírásba már a tótos Rossindal néven 32 portával van bejegyezve, később Rosindol alakban szólnak róla. 1647-ben Sántha Pálné, 1787-ben Nagyszombat a város birtokosa. 1683-ban Thököly csapatai garázdálkodtak itt. 1680-ban, 1795-ben, 1806-ban és 1819-ben a község nagy része leégett, 1831-ben pedig a kolera tizedelte meg lakosait. Ősi temploma XIII. századbeli, de az idők folyamán átalakították és kibővítették. 1741-ben épült a mai tornya; 1890-ben a templomot megnagyobbították. Van itt egy kápolna is, mely 1739-ben épült. A községnek van saját postája, ellenben távíróhivatala Nagyszombat, vasúti állomása pedig Cziffer."
A trianoni békeszerződésig Pozsony vármegye Nagyszombati járásához tartozott.

## Népessége
| Év:            | 1994. | 2004.   | 2014.    | 2024.   |
| -------------- | ----- | ------- | -------- | ------- |
| Emberek száma: | 1206  | 1292    | 1603     | 1726    |
| Eltérés:       |       | +7,13 % | +24,07 % | +7,67 % |

| Év:            | 2023. | 2024.   |
| -------------- | ----- | ------- |
| Emberek száma: | 1746  | 1726    |
| Eltérés:       |       | -1,14 % |

1910-ben 961, túlnyomórészt szlovák anyanyelvű lakosa volt.
2001-ben 1285 lakosából 1236 szlovák volt.
2011-ben 1525 lakosából 1431 szlovák volt.

## Neves személyek
- Itt született 1641-ben Cseles Márton hittudós, jezsuita tanár.
- Itt született 1669-ben Tapolcsányi Lőrinc hittudós, jezsuita egyetemi oktató.
- Itt született 1817-ben Ján Branislav Hergot szlovák nemzetébresztő, gyűjtő.
- Itt született 1910-ben František Bernadič szlovák pap, esperes, politikai fogoly.
- Itt született 1919-ben Viliam Šalgovič szlovák politikus.
- Itt élt Drexler Béla (1889-1962) hivatalnok, amatőr entomológus.
- Itt dolgozott Igor Súkenník labdarúgó, edző.

## Nevezetességei

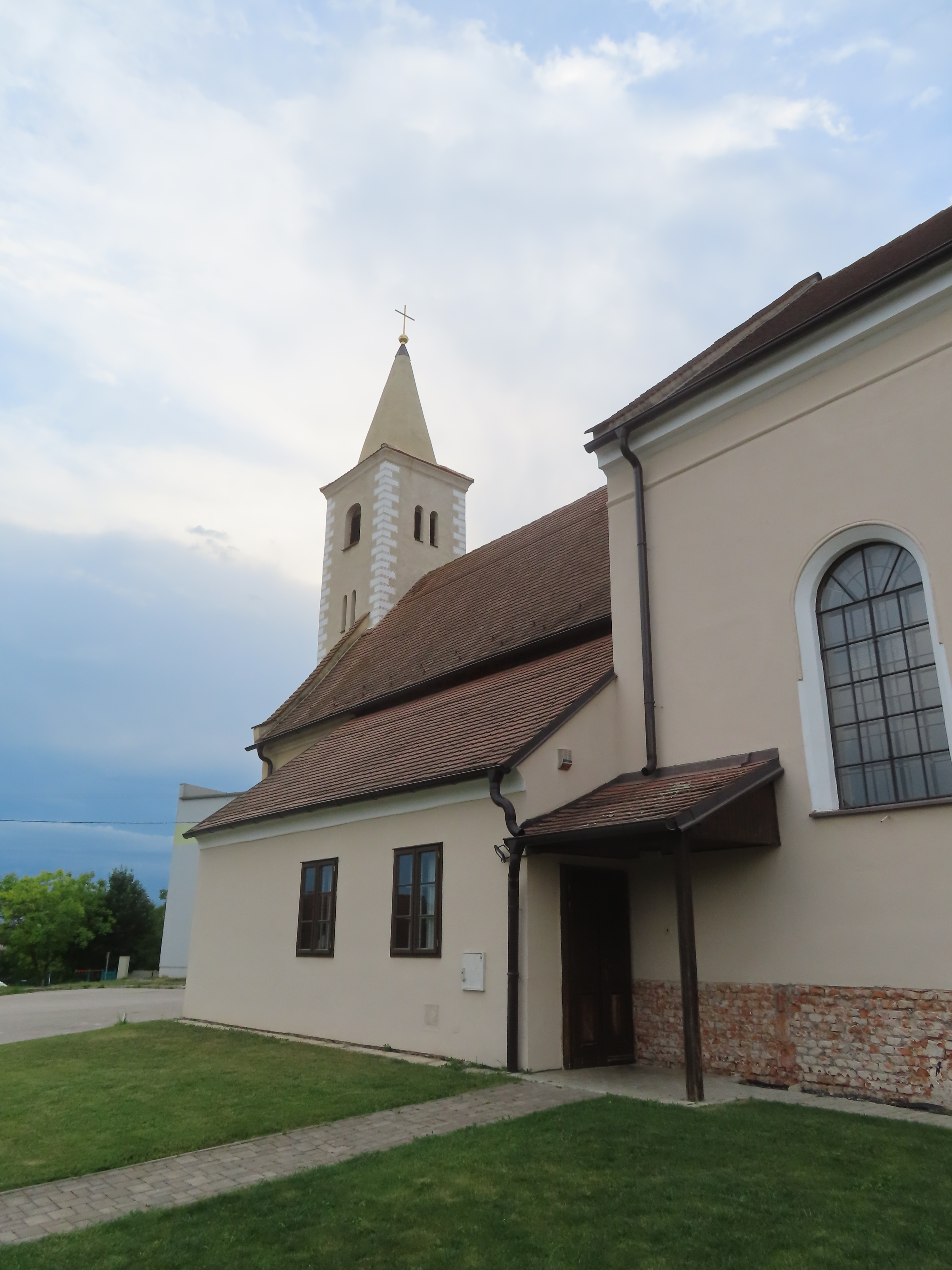
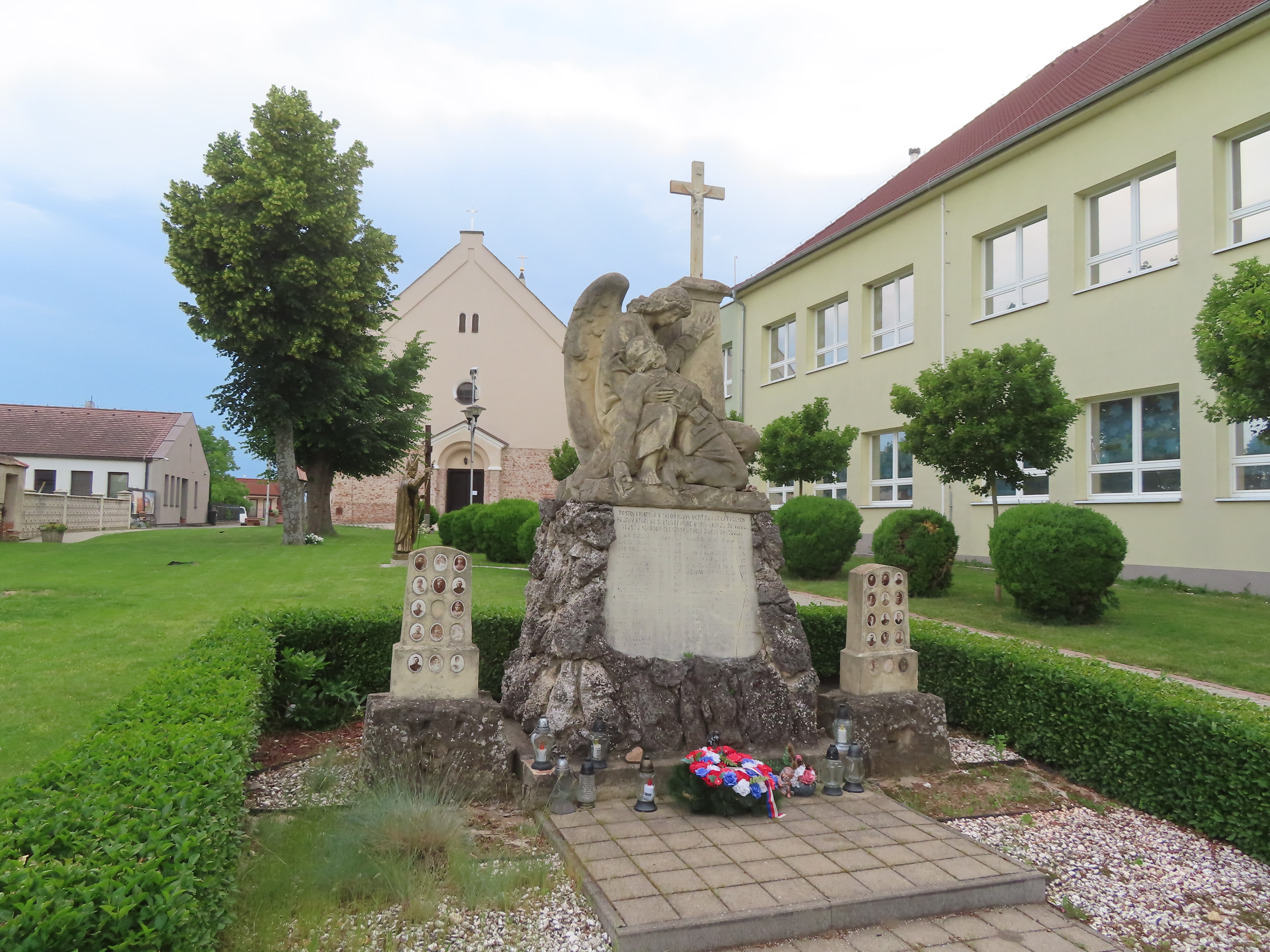
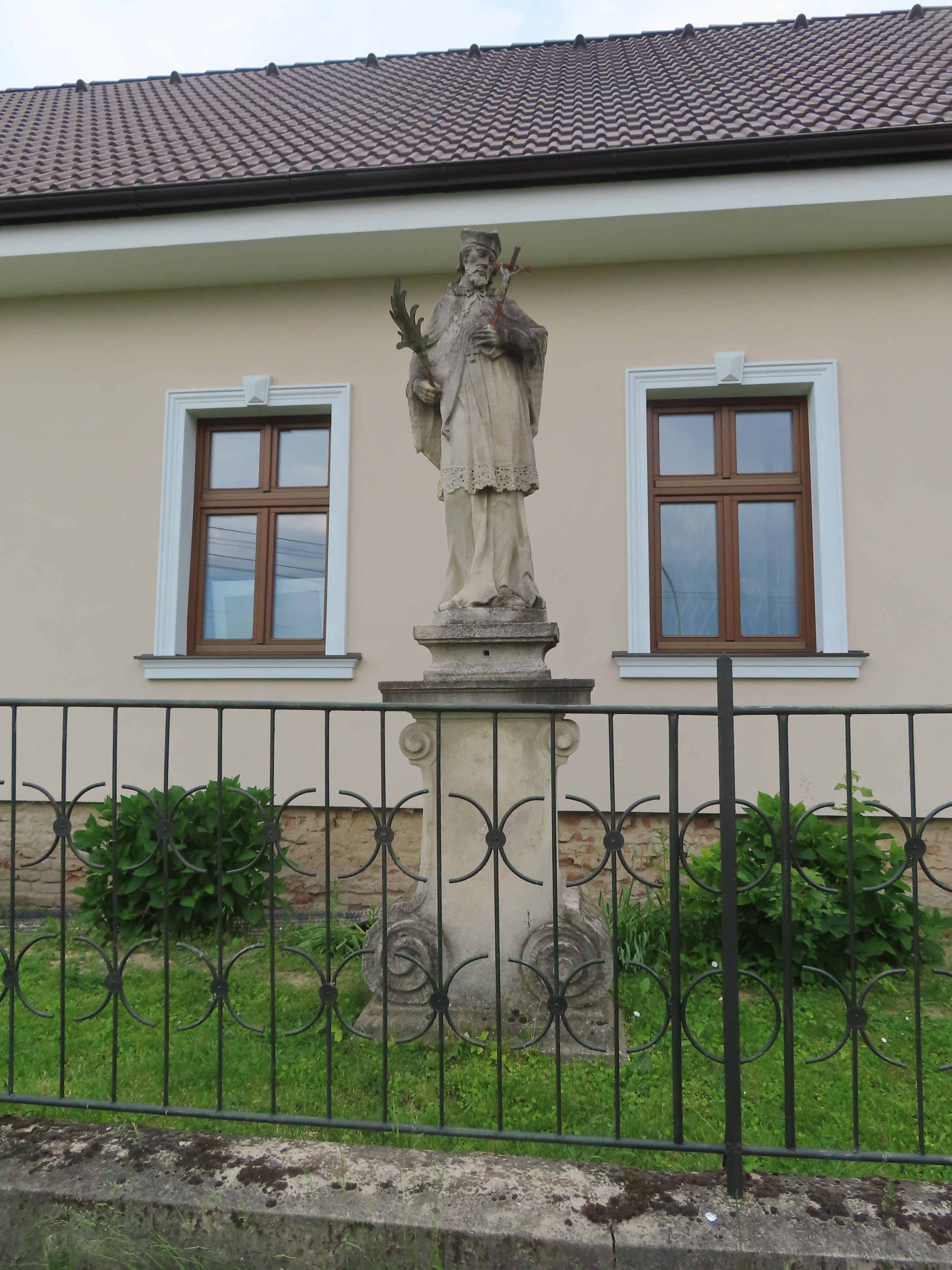
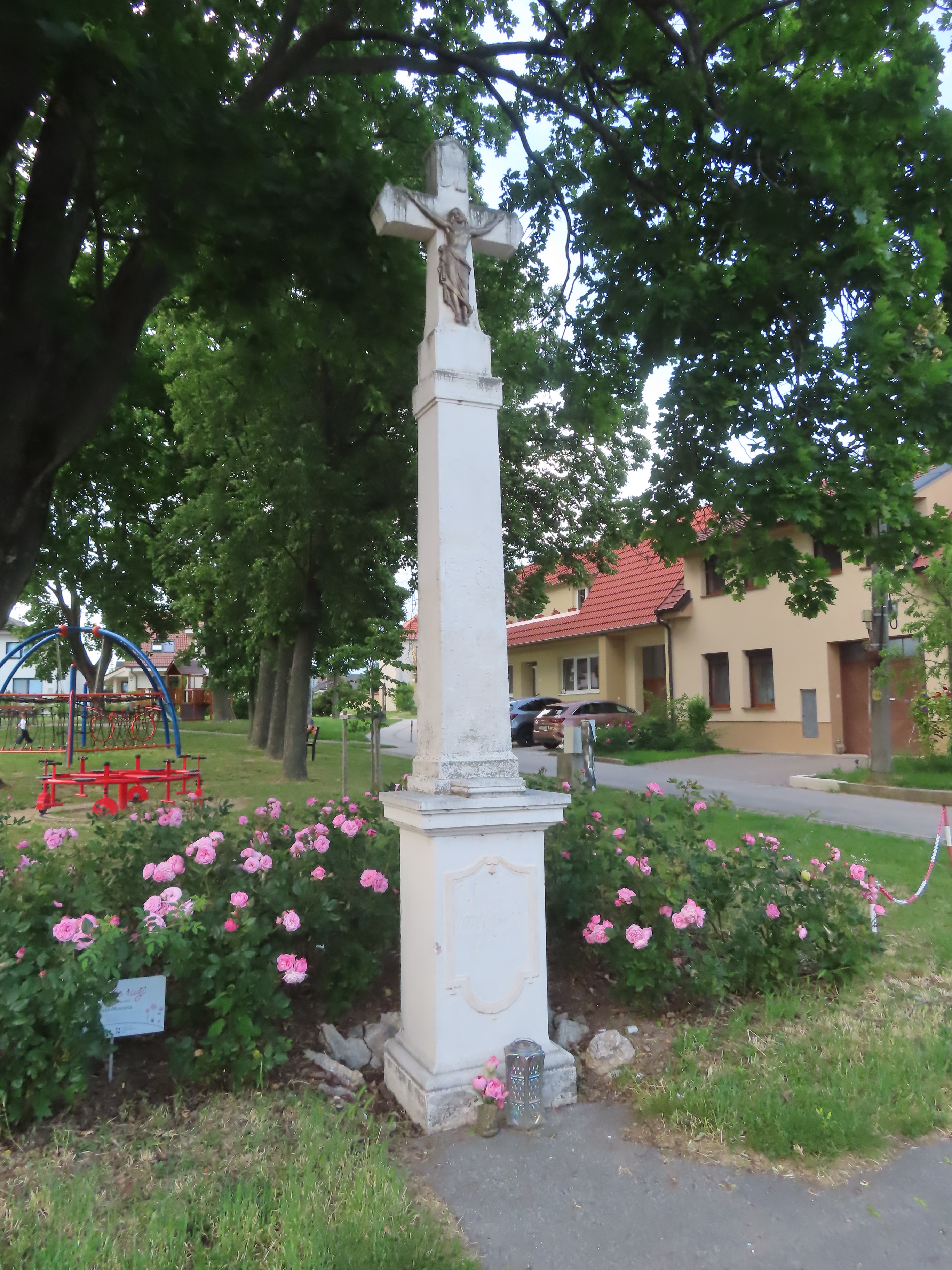
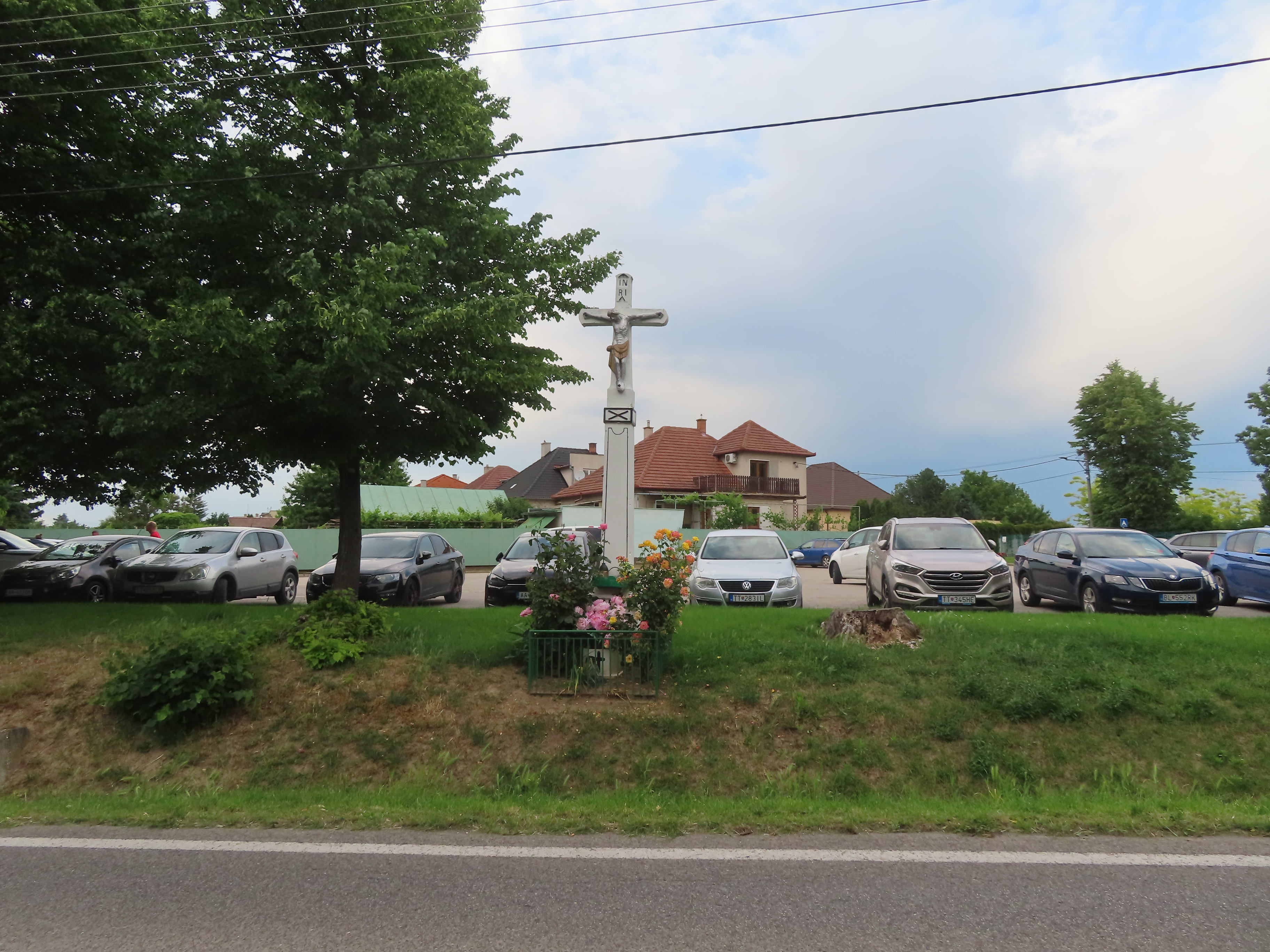
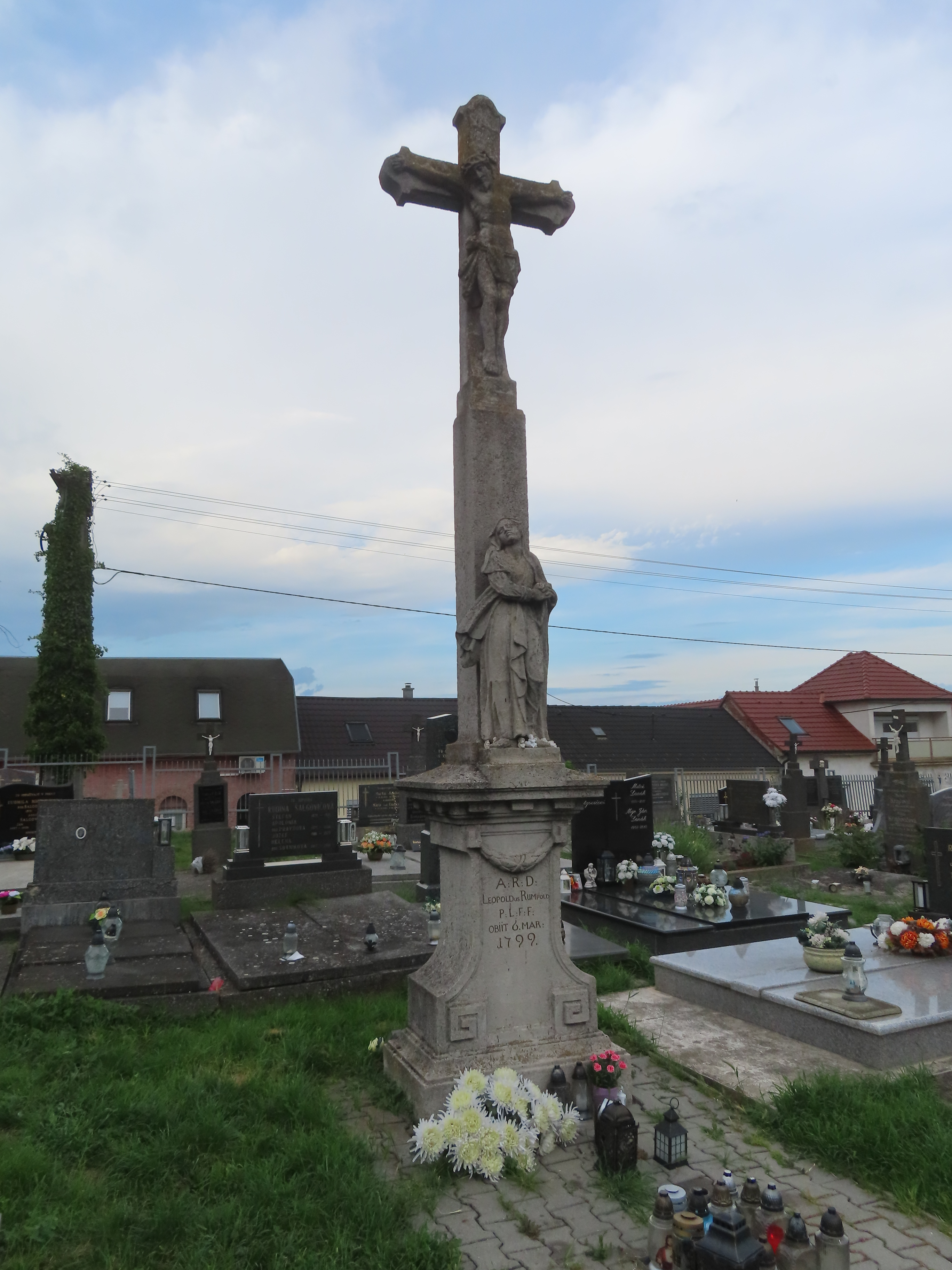
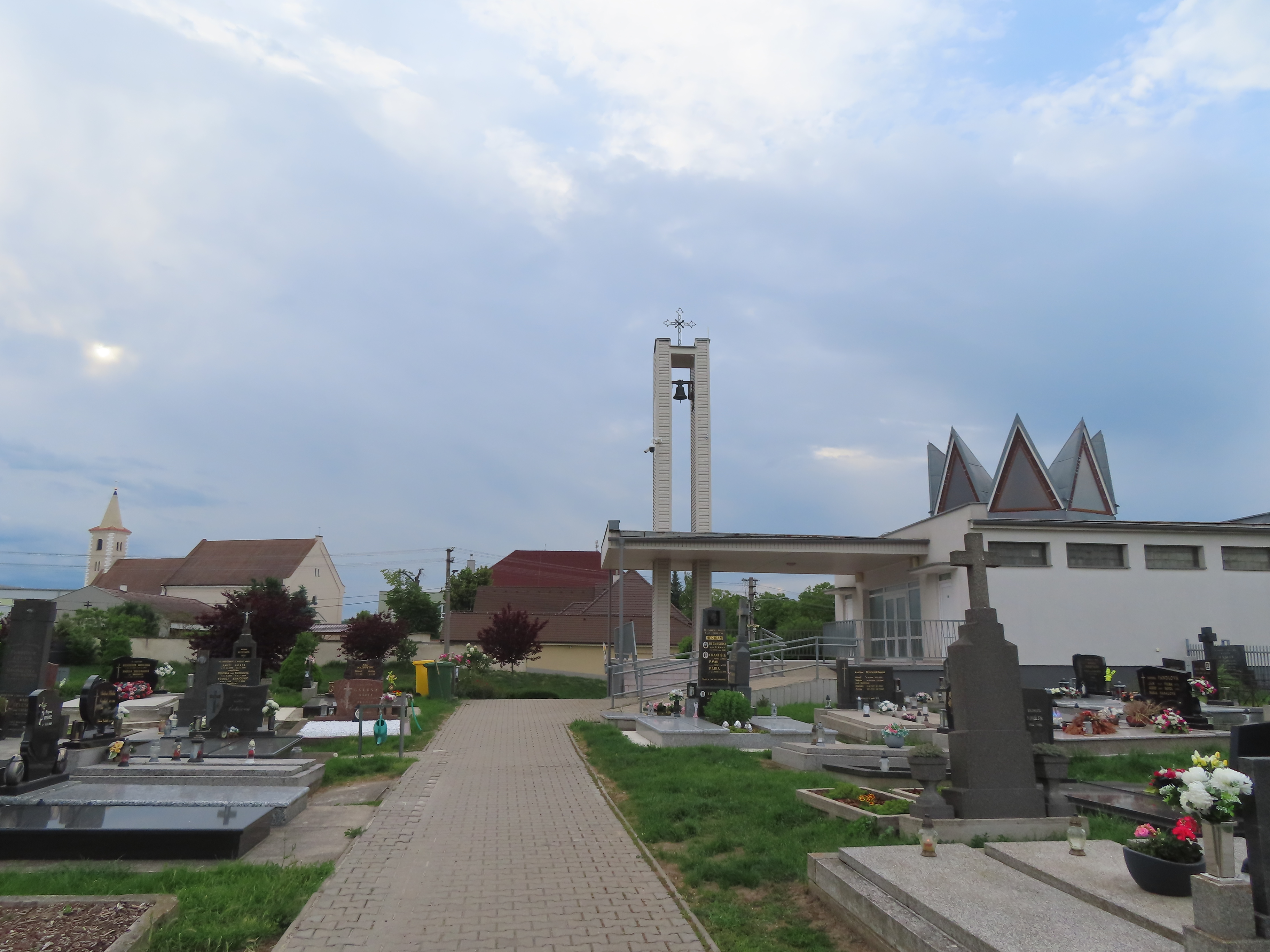

- Római katolikus temploma a 13. században épült, később többször bővítették és átalakították. Tornyát 1741-ben építették.

## Külső hivatkozások
- Hivatalos oldal
- Obce info.sk
- E-obce.sk Archiválva 2008. szeptember 14-i dátummal a Wayback Machine-ben
- Rózsavölgy Szlovákia térképén